# Cecilioides acicula
Cecilioides acicula è una specie di mollusco gasteropode terrestre polmonato della famiglia Ferussaciidae e dalle piccole dimensioni. Si tratta di una specie sotterranea descritta per la prima volta da Otto Friedrich Müller nel 1774.

## Descrizione
Gli esemplari di questa specie sono di colore pallido tendente al bianco, presenta due paia di tentacoli e, data la sua vita sotterranea, non ha occhi. La conchiglia è lunga e stretta, fino a un massimo di 5,5 mm di lunghezza e una larghezza di 1,2 mm. La conchiglia è incolore, vitrea e trasparente quando è fresca, bianco-latteo un po' opaco quando seccata.

## Habitat
L'habitat di questa specie è sotterraneo, a una certa distanza dalla superficie, essendo più comune nei terreni con un alto livello di calcio. A causa del suo habitat sotterraneo, questa specie si trova spesso solo come conchiglia vuota, in luoghi come colli di talpa, formicai o nei detriti alluvionali dei fiumi; rendendo molto più difficile lo studio di esemplari vivi.

## Distribuzione
La distribuzione di questa specie è l'Europa centrale e meridionale anche se l'areale originario di questa specie è l'Europa mediterranea e, in particolare, l'Europa occidentale. Posteriormente, questa specie ha colonizzato anche l'Europa orientale e centrale e, oggigiorno, si trova nei Paesi Bassi, le isole Britanniche, la Repubblica Ceca, la Polonia, la Slovacchia, l'Ucraina e la Lituania.